# Anisozyga flavilinea
Anisozyga flavilinea är en fjärilsart som beskrevs av W. Warren 1906. Anisozyga flavilinea ingår i släktet Anisozyga och familjen mätare. Inga underarter finns listade i Catalogue of Life.